# Albert David (Mediziner)

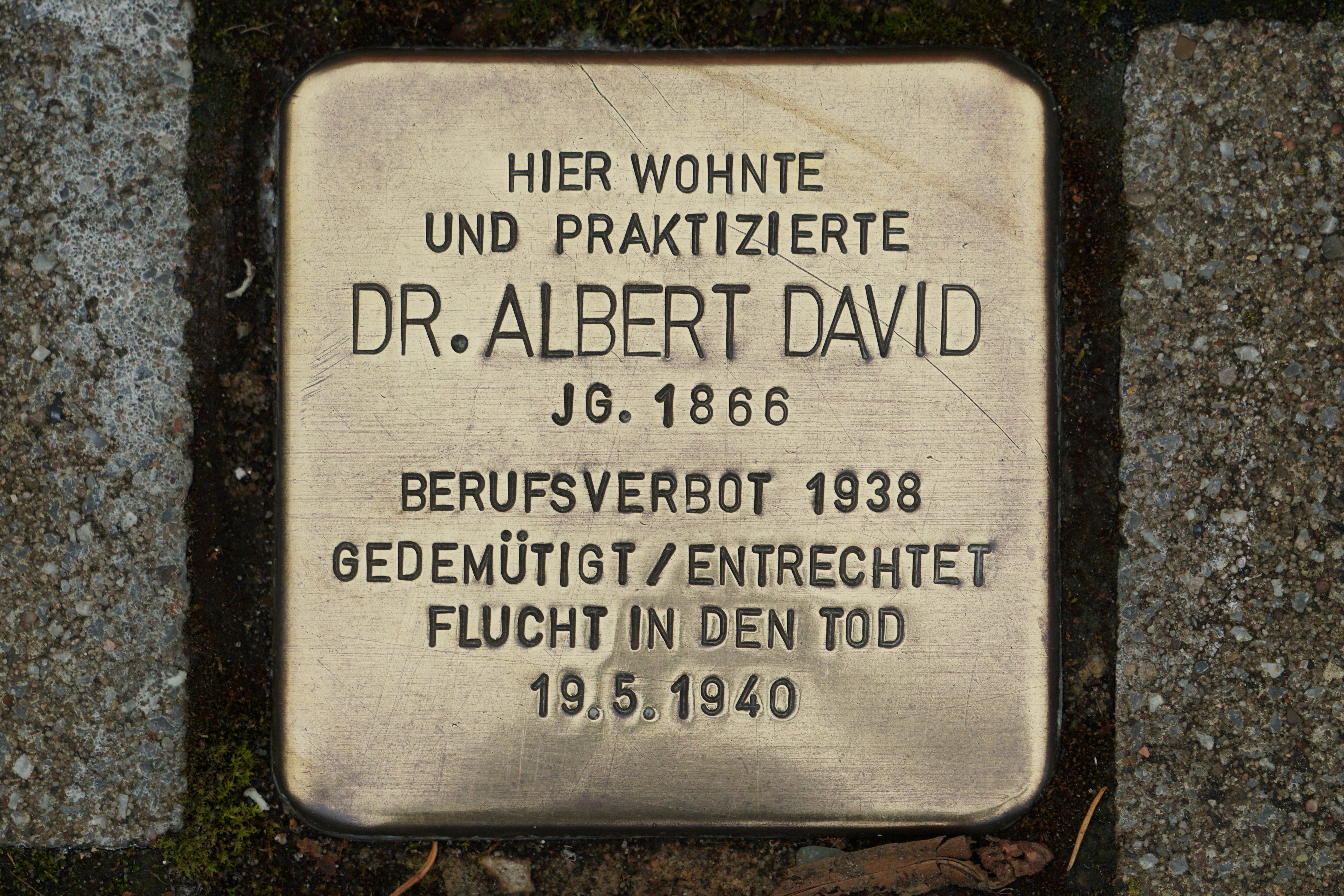
Stolperstein für Albert David in Großburgwedel

Albert David (geboren am 4. September 1866 in Gleidingen; gestorben am 19. Mai 1940 in Großburgwedel) war ein deutscher Allgemeinmediziner.

## Leben und Wirken

### Familie und Jugend
Albert David war der Sohn des Viehhändlers Isaac David und von Rosa David geb. Rodenberg. Er hatte eine ältere Schwester, Anna David, geboren 1865 sowie einen jüngeren Bruder, Otto David, geboren 1867. Die Familie zog 1868 von Gleidingen nach Hannover. Albert David besuchte dort das Städtische Lyceum I und legte 1888 sein Abitur ab. Er begann 1888 ein Medizinstudium in Berlin, danach wechselte er nach Freiburg und anschließend nach München. Hier promovierte er 1892 in Medizin, Chirurgie und Geburtshilfe. Das Thema seiner Doktorarbeit lautete: Pharmakologische Versuche über einige Isoxazole. 1892 starb sein Vater Isaac David, der auf dem jüdischen Friedhof An der Strangriede beigesetzt wurde.

### Arzt in Großburgwedel und Erster Weltkrieg
1894 ließ er sich in Großburgwedel nieder und eröffnete eine Praxis in Großburgwedel Nr. 157. Hier lebte er bis zu seinem Tod 1940. Am Ersten Weltkrieg war er mit bereits 48 Jahren im Rang eines Leutnants beteiligt und wurde mit dem Eisernen Kreuz ausgezeichnet.

### Weimarer Republik und Nationalsozialismus
Albert Davids Heilkunst wurde in Großburgwedel und in den umliegenden Dörfern sehr geschätzt. Der Beruf als Allgemeinmediziner war sein Lebensmittelpunkt. Er galt als „origineller Hagestolz“ und Besitzer bibliophiler Kostbarkeiten. Außerdem war er Münzsammler. Am Ende seines Lebens besaß er eine bemerkenswerte enzyklopädische Münzsammlung. Außerdem unternahm er viele Reisen. Diese führten ihn immer wieder nach München, aber auch in die Schweiz. 1933 erfolgte der Entzug der Krankenkassenzulassung. Für Ärzte, die sich vor 1914 niedergelassen oder im Ersten Weltkrieg als Soldat gekämpft hatten, wurde zunächst eine Ausnahme gemacht. 1938 mit dem Approbationsentzug endete für Albert David aber jede Möglichkeit, Patienten zu behandeln. Weitere Demütigungen, wie die Ergänzung seines Vornamens mit „Israel“, folgten. Sein Vermögen wurde ihm nach und nach entzogen sowie Teile seiner kostbaren Münzsammlung. Wenige Tage nach den Novemberpogromen 1938 verfasste der 72-jährige Arzt ein Testament. Am 19. Mai 1940, verübte er in seiner Wohnung Suizid. Er wurde auf dem jüdischen Friedhof in Hannover-Bothfeld beigesetzt.
Sein jüngerer Bruder Otto David starb am 18. Januar 1942 im Jüdischen Krankenhaus Hannover. Einen Monat zuvor erfolgten von dort die ersten Transporte in das Ghetto Riga. Die ältere Schwester Anna, mit Max Schwarz verheiratet, war um die Jahrhundertwende nach Berlin verzogen. Hier verliert sich ihre Spur.

## Ehrungen

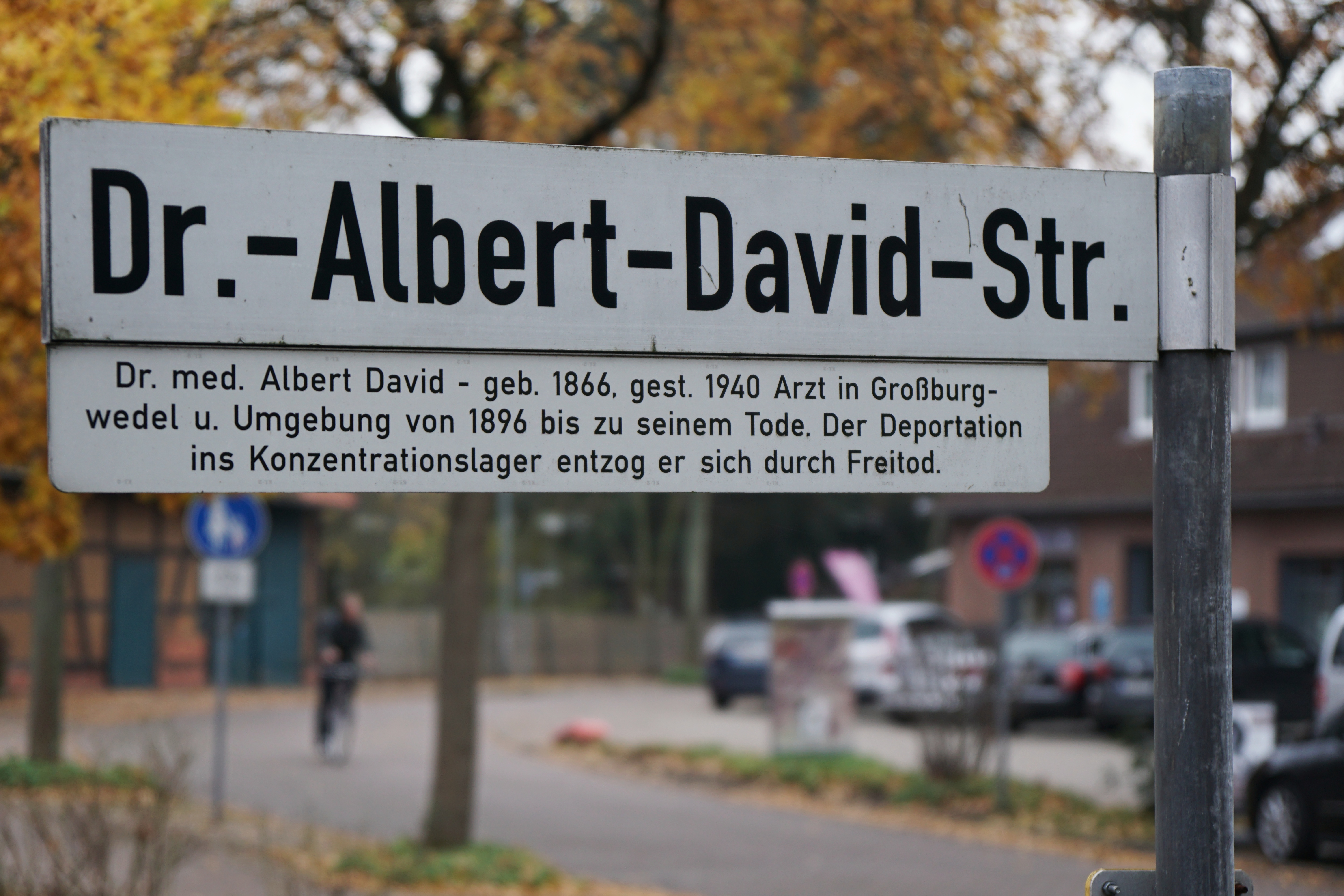
Straßenschild der Dr.-Albert-David-Straße in Großburgwedel

- Dr.-Albert-David-Straße in Großburgwedel
- Mahnmal für zivile Opfer am Kirchlichen Friedhof, Großburgwedel
- Stolperstein in Großburgwedel (Ecke Burgdorfer-/Hannoversche Straße)[4][5]
- Eintrag ins Gedenkbuch des Bundesarchivs[1]

## Schriften
- Pharmakologische Versuche über einige Isoxazole (Dissertation med. 1892)